# زاريتان (مدينة)
زاريتان أو زاريثان (بالعبرية: צָרְתָן)، وتُعرف أيضًا باسم زاريداثا، هي مدينة ذُكِرَت في الكتاب المقدس العبري بالقرب من الموقع الذي عبر فيه العبرانيون نهر الأردن (المقدس الإنجيلي العلماني يشوع 3:16). في كتب يشوع (يشوع3:16الكتاب المقدس الإنجيلي العلماني، وترجمة الملك جيمس "Zaretan") وكتاب الملوك الأول (ملوك|4:12|الكتاب المقدس الإنجيلي العلماني "Zartanah"، و ملوك|7:46|الكتاب المقدس الإنجيلي العلماني "Zarthan")، يُطلق عليها اسم زاريثان، ولكن في كتاب التواريخ الثاني يُطلق عليها اسم زاريداثا ( تواريخ|4:17|الكتاب المقدس الإنجيلي العلماني.
وقد كانت زاريداثا تقع في وادي الأردن. بحث نيلسون جلوك عنها على الضفة الشرقية للنهر، واقترح أن تكون في موقع تل السعدية، ولكن بعض المؤلفين الأكثر حداثة يضعونها على الضفة الغربية، وتفترض نظرية أنها متطابقة مع تل المزار، وتنقح أيضًا إلى Mezar، في وادي الفارع. تقع Tell el-Mezar في الموقع المُسمى بالعربية Qerawa، والمعروف من العصور القديمة بالاسم Korea(i) (κορεα[ι]) أو Koreous (Kορεους) وتقع عند سفح جبل سارتاب.
وفقًا للكتاب المقدس العبري، تم صُنع الصباغات البرونزية لهيكل سليمان في الأراضي الطينية بين سكوت وزاريتان.
كان تحديد الموقع القديم لمعجزة عبور الإسرائيليين لنهر الأردن وتوقف تدفق المياه عندها في "مدينة آدم بجوار زاريتان"، على حد زعم قاموس إيستون للكتاب المقدس (1893 و1897)، مفترضًا بالقرب من سوكوت، حيث يندفع وادي الجابك إلى الأردن، على بعد حوالي 30 ميلاً بعيدًا عن معسكر الإسرائيليين. هناك دخل الكهنة إلى الماء، الذي "وقف وارتفع فوق كومة"، وبالتالي أنشأ 30 ميلاً من قاع نهري جاف ليستخدمه القبائل لعبور الأرض الموعودة (يشوع 3:16، 17؛ انظر المقدس الإنجيلي العلماني مزامير 104:3).

## آيات الكتاب المقدس
- يشوع 3:16
- 1 ملوك 7:46
- 2 تواريخ 4:17

 تتضمن هذه المقالة النص من منشور الآن في ملكية عامة: إيستون، ماثيو جورج (1897). "Zaretan". قاموس إيستون للكتاب المقدس (ط. الجديد والمنقح). ت. نيلسون وأولاده. {{استشهاد بموسوعة}}: الوسيط |ref=harv غير صالح (مساعدة) ويحتوي الاستشهاد على وسيط غير معروف وفارغs: |HIDE_PARAMETER8=، |HIDE_PARAMETER6=، |HIDE_PARAMETER9=، و|HIDE_PARAMETER7= (مساعدة)

قالب:مواقع استيطان الإسرائيليين